# Deutsche Telekom Vertrieb

Unternehmenslogo mit Claim

Die Deutsche Telekom Privatkunden-Vertrieb GmbH sowie die Deutsche Telekom Geschäftskunden GmbH sind zwei hundertprozentige Tochtergesellschaften der Telekom Deutschland GmbH und damit der konzerneigene stationäre Vertriebskanal für die Produkte und Dienstleistungen der Deutschen Telekom AG für Privat- sowie Geschäftskunden. Sie entstanden im Jahr 2017 aus der Telekom Shop Vertriebsgesellschaft mbH (TSG), davor genannt T-Punkt Vertriebsgesellschaft mbH (TPG).

## Geschichte
1986 eröffnete die damalige Deutsche Bundespost die ersten Telefonläden. Die waren häufig in den Gebäuden der Fernmeldeämter oder Postämter untergebracht. Die Telefonläden übernahmen teilweise die Aufgaben der Anmeldestellen des Fernmeldewesens der Deutschen Bundespost gegenüber dem Fernsprechteilnehmer (z. B. Annahme von Telefondienstanträgen). Im Telefonladen gab es nur eine geringe Auswahl von Endgeräten, die zu dieser Zeit ausschließlich zur Miete angeboten wurden.
Mit der Entstehung der Deutschen Bundespost TELEKOM durch die Postreform I 1989 wurde die Angebotsvielfalt in den Telefonläden größer, da vor allem aufgrund des Inkrafttreten des Poststrukturgesetzes am 1. Juli 1989 der liberalisierte Markt von einer deutlichen Produktdifferenzierung und ersten Preiskämpfen geprägt war. Ab 1992 wurden alle Telefonläden in "Telekom-Laden" umbenannt.
Nach der Postreform II und der Entstehung der Deutschen Telekom AG wurde eine erneute Namensänderung der Filialen beschlossen. 1997 war die Umbenennung der Telekom-Läden in T-Punkt abgeschlossen.
Umbenennung
Im November 2007 wurden alle T-Punkte in Telekom Shop umbenannt. Als die neue T-Home-Website 2007 gestaltet wurde, war schon frühzeitig nur noch von Telekom Shop die Rede. Im September 2007 war das dann in der WirtschaftsWoche zu lesen.
Die ehemalige T-Punkt Vertriebsgesellschaft wurde im Frühjahr 2008 in Telekom Shop Vertriebsgesellschaft mbH umbenannt. In allen internen und externen Medien im Konzern der Deutschen Telekom wird ausschließlich die Bezeichnung Telekom Shop verwendet. Die Marke T-Punkt wird in der öffentlichen Kommunikation seit Ende März 2008 nicht mehr verwendet.

## Strategische Ausrichtung
Zum Vertrieb gehören auch die rund 405 Telekom Shops, wo ein Portfolio an Produkten und Diensten rund um Telekommunikation und IT präsentiert wird. Einige intern als Partneragentur bezeichnete Filialen werden dabei von Franchise-Partnern geführt. So wurden ab dem Jahr 2006 über 50 neue Telekom Shops vom Unternehmen BVJ Shop Management GmbH (ehem. The Phone House Deutschland) eröffnet. Für die Kunden unterscheiden sich die Partnerfilialen nicht von anderen Telekom Shops: Das Produkt-, Dienste- und Serviceportfolio ist nahezu gleich, lediglich Rechnungsdaten können von den Partnershops nicht eingesehen werden. Auch der Ladenbau ist identisch.
Während sich die Telekom Shop Vertriebsgesellschaft bei der Eröffnung von eigenen Filialen auf größere Städte konzentrierte, sind als Standorte für die Partner-Telekom Shops kleinere und mittlere Städte mit einem Einzugsbereich von 40.000 bis 90.000 Einwohnern sowie Stadtteillagen von Großstädten vorgesehen.